# Oldhamita
La oldhamita es un mineral de la clase de los minerales sulfuros, y dentro de ésta pertenece al llamado “grupo de la galena”. Fue descubierta en 1862 en un meteorito caído en el distrito de Basti, en el estado de Uttar Pradesh (India), siendo nombrada así en honor de T. Oldham, geólogo inglés.

## Características químicas
Es un sulfuro simple de calcio, anhidro. El grupo de la galena en el que se encuadra está formado por sulfuros, seleniuros y teluluros de un metal pequeño.
Además de los elementos de su fórmula, suele llevar como impureza frecuentemente magnesio, y otras impurezas más raras como hierro, sodio y cobre.

## Formación y yacimientos
Se ha encontrado rellenando los intersticios que hay entre silicatos en los meteoritos de condrita enstatita y los meteoritos de acondrita. Debido a su alto punto de fusión de 2450 °C, su formación debió producirse por condensación en la nebulosa primigenia que originó el sistema solar.
Suele encontrarse asociado a otros minerales como: enstatita, augita, niningerita, osbornita, yeso, calcita o troilita.